# Henrietta Leavitt
Henrietta Swan Leavitt (Lancaster, 4 juli 1868 - Cambridge, 12 december 1921) was een Amerikaanse astronoom uit Massachusetts. Ze ontdekte een relatie tussen de helderheid van cepheïden (veranderlijke sterren) en de periode waarin hun helderheid schommelt. Hiermee legde ze een relatie vast, die andere astronomen zou toelaten afstanden in de kosmos te bepalen.
Leavitt was de dochter van een predikant en groeide op in Cleveland. Ze behaalde haar bachelor graad bij de Society for the Collegiate Instruction of Women (het latere Radcliffe College) van de Harvard-universiteit in 1892. Ze bleek een uitblinker in wiskunde te zijn.
Daarna werd ze ziek tijdens een reis door Europa wat er uiteindelijk toe leidde dat ze voorgoed doof werd. Enkele jaren later was ze hersteld en in 1895 kwam ze als vrijwilliger werken op de sterrenwacht van de Harvard-universiteit. Ze maakte er deel uit van het team vrouwelijke zogenaamde computers (rekenaars), later bekend als de Harvard Computers, dat was samengesteld door de directeur van het observatorium Edward Charles Pickering. Het observatorium maakte duizenden fotografische opnames van de hemel, en de opdracht van het team was om van elke ster de helderheid, kleur en locatie te bepalen. Leavitt zelf moest vooral op zoek gaan naar veranderlijke sterren en de wisselingen in helderheid vastleggen. In eerste instantie werkte ze onbezoldigd, maar later behoorde ze tot de permanente medewerkers aldaar voor een uurloon van 30 dollarcent.

## Onderzoek naar cepheïden
Tijdens haar carrière ontdekte Leavitt meer dan 2400 sterren die niet altijd even helder waren, ongeveer de helft van het aantal veranderlijke sterren dat destijds bekend was. De veranderingen worden niet veroorzaakt door de luchtonrust (seeing) in de dampkring van de aarde (een extrinsieke oorzaak), maar in de ster zelf (een intrinsieke oorzaak). Leavitt concentreerde zich vooral op de cepheïden en trachtte te begrijpen wat het ritme en de wisselingen in de helderheid veroorzaakte. Aanvankelijk kon ze geen verband vinden tussen de variatieperiode en de helderheid. De doorbraak kwam toen ze zich concentreerde op de cepheïden van de Kleine Magelhaense wolk. Ze veronderstelde terecht dat deze sterren allemaal ongeveer op dezelfde afstand stonden van de aarde. Omdat ze hiermee de variaties uitschakelde die optreden omwille van de verschillende afstand tot de aarde, kon ze nu wel een relatie vinden tussen helderheid en variatieperiode.
Dit alles leidde tot de belangrijkste ontdekking in de sterrenkunde van die tijd, de relatie tussen de periode en de helderheid van cepheïden. Door het licht van 25 zulke sterren met elkaar te vergelijken ontdekte ze dat de absolute helderheid afhankelijk is van de duur van de lichtschommeling: hoe helderder, hoe langer de periode. Met deze wiskundige relatie kon Leavitt nu twee willekeurige cepheïden met elkaar vergelijken en hun relatieve afstand tot de aarde bepalen. Als ze allebei bijvoorbeeld een gelijke periode hadden, hadden ze dezelfde intrinsieke helderheid. Omdat de schijnbare helderheid evenredig afneemt met het kwadraat van de afstand, kon ze de relatieve afstand bepalen.
De directeur van het observatorium, Edward Charles Pickering, vond haar resultaten wel belangwekkend en publiceerde het in 1912 onder zijn eigen naam, waarbij hij slechts een opmerking maakte dat Miss Leavitt het een en ander had voorbereid.
Harlow Shapley en Ejnar Hertzsprung konden later met verschillende technieken de werkelijke afstand meten tot één veranderlijke cepheïdester. Hierdoor werd het systeem van Leavitt - zoals zij ook zelf al voorspeld had - gekalibreerd en kon men voortaan ook werkelijke afstanden bepalen. Zo kon onder meer Edwin Hubble - echter na haar overlijden - met deze ontdekking de afstanden in het heelal meten, waarmee de theorie van het uitdijend heelal ondersteund kon worden. Omdat cepheïden erg helder zijn, kan men ze nog ontdekken in andere sterrenstelsels en dus tegelijk de afstand naar dat melkwegstelsel bepalen.

## Harvard standaard
Leavitt ontwikkelde ook een standaard waarmee de helderheid van sterren gemeten kan worden via een fotografische plaat. De helderheid van een ster op een foto is afhankelijk van de kleuren die de ster zelf uitzendt. De ene ster is vooral blauw, maar de andere meer rood of geelachtig. Daarnaast heeft elke film ook zijn eigen kleurgevoeligheid. Deze methode werd wereldwijd aanvaard na goedkeuring door de International Committee on Photographic Magnitudes in 1913. Dit werd de Harvard Standaard genoemd. Zij gebruikte hiervoor 299 fotografische platen die gemaakt waren door 13 telescopen.
Leavitt heeft nooit mogen kiezen waar ze onderzoek naar zou willen doen. Dit werd haar altijd opgelegd door het hoofd van de sterrenwacht. Ze heeft hierdoor haar intellect nooit ten volle mogen gebruiken, maar een collega herinnerde haar zich als een van de beste geesten van de sterrenwacht in die tijd. Ze bleef haar leven in dienst stellen van Harvard en sterren totdat ze in 1921 overleed aan kanker.